# Tiigi
Tiigi – wieś w Estonii, w prowincji Virumaa Zachodnia, w gminie Vihula. Według Estońskiego Towarzystwa Statystycznego, 1 stycznia 2019 roku wieś liczyła 24 mieszkańców.